# Bavayia goroensis
Bavayia goroensis es una especie de gecko del género Bavayia, perteneciente a la familia Diplodactylidae. Fue descrita científicamente por Bauer, Jackman, Sadlier, Shea & Whitaker en 2008.

## Distribución
Se encuentra en Nueva Caledonia (Provincia Sur).